# Aneroide
Barómetro aneróide (ou barómetro holosférico e cápsula de Vidie) é um barómetro constituído por pequena cápsula hermética com um diafragma metálico flexível o qual encerra uma pequena quantidade de ar no seu interior, com uma mola no interior para evitar o seu esmagamento. A câmara comprime-se quando a pressão atmosférica aumenta e expande-se quando a pressão diminui. Estes movimentos são transmitidos a um ponteiro sobre um mostrador que está calibrado em unidades de pressão. O equipamento não contém líquido e pode operar em qualquer posição, sendo por isso facilmente portável.

## Descrição

### Conceito
A pressão atmosférica é medida por barómetros. Há 2 tipos básicos de barómetros: o barómetros de mercúrio (Hg) e os aneróides (ou holosféricos). Este último tipo, é também conhecido por cápsula de Vidie (por vezes cápsula de Vidi), é o elemento sensor de um barómetro aneroide, um instrumento concebido para medir a pressão atmosférica e inventado pelo físico francês Lucien Vidie em 1844.
Os barómetros aneróides (ou barómetros holosféricos) não usam mercúrio como o barómetro de coluna de mercúrio e são menos precisos, porém mais portáteis. Consistem numa pequena cápsula hermética com um diafragma metálico flexível o qual encerra uma pequena quantidade de ar no seu interior, o qual também contém uma mola para evitar o esmagamento. A câmara comprime-se quando a pressão atmosférica aumenta e expande-se quando a pressão diminui. Estes movimentos são transmitidos a um ponteiro sobre um mostrador que está calibrado em unidades de pressão. As cápsulas aneroides são frequentemente usados em barógrafos, instrumentos que gravam continuamente mudanças de pressão atmosférica. 
Como a pressão do ar diminui com a altitude, um aneroide pode ser calibrado para fornecer diretamente altitudes acima de um nível de referência, sendo então designado por altímetro.
Embora o barómetro de mercúrio, inventado pelo físico florentino Evangelista Torricelli em 1643, seja mais preciso, é muito pouco portátil e exigem nivelamento para o seu coreto funcionamento. Essas características resulta da própria estrutura do equipamento, o qual consiste de um tubo de vidro, com quase 1 m de comprimento, fechado numa extremidade e aberto noutra, preenchido com mercúrio. A extremidade aberta do tubo é invertida num pequeno recipiente aberto preenchido com mercúrio. A coluna de mercúrio desce para dentro do recipiente até que o peso da coluna iguale o peso de uma coluna de ar de igual diâmetro, que se estende da superfície até o topo da atmosfera. O comprimento da coluna de mercúrio, portanto, torna-se uma medida da pressão atmosférica. A atmosférica padrão ao nível médio do mar é de 760 mm Hg.
Para além de um barómetro aneroide, uma cápsula Vidie pode ser utilizada para medir qualquer variação da pressão do gás, podendo assim ser utilizada na indústria do gases. Além disso, alguns instrumentos aeronáuticos em aeronaves estão equipados com uma ou mais cápsulas Vidie. Estes instrumentos incluem o anemómetro, o altímetro e o variómetro, que têm em conta as variações de pressão para dar indicações corretas ao piloto.

### Funcionamento
Na sua forma mais comum, a cápsula é uma lata redonda e plana, geralmente feita de metal, com paredes finas geralmente separadas por uma mola. A lata é hermética porque selada num vácuo parcial. A mola, que mantém as paredes unidas, comprime-se ou relaxa-se de acordo com as variações da pressão atmosférica.
As variações no volume da cápsula são amplificadas e transmitidas a uma alavanca. Esta move um ponteiro num mostrador graduado em milibar ou hectopascal. No mostrador dos modelos correntes existe outro ponteiro, que pode ser alinhado com o ponteiro móvel após cada leitura da pressão: o desvio subsequente do ponteiro móvel em relação a este indicador facilita a apreciação da variação da pressão (especialmente se a variação for pequena). Uma vez efectuada a leitura, o ponteiro indicador pode ser reposicionado para a leitura seguinte.